# مارك كولمان
مارك كولمان (بالإنجليزية: Mark Coleman) هو فنان قتال مختلط أمريكي، ولد في 20 ديسمبر 1964 في فريمونت في الولايات المتحدة.

## وصلات خارجية
- مارك كولمان على موقع شيردوغ (الإنجليزية)
- مارك كولمان على موقع Tapology.com (الإنجليزية)
- مارك كولمان على موقع قاعدة بيانات المصارعة الدولية (الإنجليزية)
- مارك كولمان على موقع CageMatch worker (الإنجليزية)
- مارك كولمان على موقع قاعدة بيانات المصارعة على الإنترنت (الإنجليزية)
- مارك كولمان على موقع أوليمبيديا (الإنجليزية)
- مارك كولمان على موقع IMDb (الإنجليزية)
- مارك كولمان على موقع قاعدة بيانات الفيلم (الإنجليزية)